# Fuxin
Fuxin, Fu-hsin ou Fou-hsin (阜新) é uma cidade da província de Liaoning, na China. Localiza-se no nordeste do país, numa região carbonífera. Tem cerca de 1.900.000 habitantes.